# Pediobius viridifrons
Pediobius viridifrons är en stekelart som först beskrevs av Victor Ivanovitsch Motschulsky 1863.  Pediobius viridifrons ingår i släktet Pediobius och familjen finglanssteklar. Inga underarter finns listade i Catalogue of Life.